# L'Homme, la Femme et le Désir
Pour plus de détails, voir Fiche technique et Distribution.
L'Homme, la Femme et le Désir (È arrivata la parigina) est un film dramatique franco-italien réalisé par Camillo Mastrocinque et sorti en 1958.

## Synopsis
Yvette est une jeune Française qui est venue en Italie il y a cinq ans pour travailler dans le monde du spectacle. En réalité, elle travaille comme chanteuse et danseuse dans une petite entreprise de divertissement avec des collègues qui l'incitent à être « gentille » avec les imprésarios. L'entreprise est appelée dans un petit village de montagne pour exploiter une source thermale. Yvette, également d'origine paysanne, se sent à l'aise dans le village, où elle est accueillie par une vieille dame bourrue et généreuse. Elle trouve du travail et finalement de l'affection auprès d'un vendeur de rue.

## Fiche technique
Sauf indication contraire, les informations mentionnées dans cette section peuvent être confirmées par la base de données cinématographiques Unifrance,  présente dans la section « Liens externes ».
- Titre français : L'Homme, la Femme et le Désir ou La Loi de l'homme ou L'Homme de sa vie ou J'étais une fille perdue ou La Parisienne vient d'arriver ou Pain, amour et cha cha cha[1]
- Titre original italien : È arrivata la parigina[2],[3] ou Pane, amore e cha... cha... cha
- Réalisateur : Camillo Mastrocinque
- Scénario : Camillo Mastrocinque, Ennio De Concini, Luciano Vincenzoni
- Photographie : Alvaro Mancori
- Montage : Gabriele Varriale
- Musique : Carlo Rustichelli
- Décors : Ottavio Scotti (it)
- Costumes : Grazia Lusignoli
- Maquillage : Romolo De Martino
- Production : Giovanni Addessi, Robert Gascuel, Vittorio Martino
- Société de production : Era Cinematografica, Variety Film, Cinétel
- Pays de production :  Italie -  France
- Langue originale : italien
- Format : Noir et blanc - 2,35:1 - Son mono - 35 mm
- Durée : 98 minutes
- Genre : Drame sentimental
- Dates de sortie :
  - Italie : 27 juin 1958
  - France : 3 août 1960[1]

## Distribution
- Magali Noël : Yvette
- Jorge Mistral : Umberto
- Titina De Filippo : Donna Memma
- Maria Fiore : Assuntina
- Franco Fabrizi : Nick
- Mario Riva : capocomico Strettani
- Nando Bruno : Carlo
- Célina Cély : Rosa
- Virgilio Riento : Antonio
- Alberto Talegalli : Peppino
- Giacomo Furia : Cenzino
- Memmo Carotenuto : impresario de théâtre
- Tonino Lenza : Ottorino, fils d'Umberto
- Michele Malaspina : commendataire Borghi
- Lina Tartara Minora :
- Eduardo Passarelli :
- Paolo Stoppa :
- Oreste Lionello : le fiancé d'Assuntina
- Mario Siletti : théatraliste
- Pina Gallini :
- Rossella D'Aquino :
- Ivy Holzer :
- Yvette Masson :
- Antonio Stancampiano :